# Вулька-Туровська
Вулька-Туровська (пол. Wólka Turowska) — село в Польщі, у гміні Груєць Груєцького повіту Мазовецького воєводства.
Населення — 94 особи (2011).
У 1975-1998 роках село належало до Радомського воєводства.

## Демографія
Демографічна структура станом на 31 березня 2011 року:
|          | Загалом | Допрацездатний вік | Працездатний вік | Постпрацездатний вік |
| -------- | ------- | ------------------ | ---------------- | -------------------- |
| Чоловіки | 47      | 11                 | 30               | 6                    |
| Жінки    | 47      | 11                 | 28               | 8                    |
| Разом    | 94      | 22                 | 58               | 14                   |